# Andreas Seppi
Andreas Seppi (Bozen, 21 februari 1984) is een Italiaans tennisser die sinds 2002 op professioneel niveau speelt.
Seppi's beste resultaat op professioneel niveau is winnen van de ATP-toernooien van Eastbourne, Belgrado en Moskou. Daarnaast wist hij te winnen van Rafael Nadal (op dat moment nummer twee van de wereld) in de tweede ronde van het ATP-toernooi van Rotterdam 2008.
Seppi speelt sinds 2004 regelmatig voor het Italiaanse Davis Cup-team.

## Palmares

### Enkelspel
| Legenda                       | Legenda               |
| ----------------------------- | --------------------- |
| Grand Slam                    |                       |
| Olympische Spelen             |                       |
| tot 2009                      | vanaf 2009            |
| Tennis Masters Cup            | ATP Finals            |
| ATP Masters Series            | ATP Tour Masters 1000 |
| ATP International Series Gold | ATP Tour 500          |
| ATP International Series      | ATP Tour 250          |

| Nr.                  | Datum             | Toernooi       | Ondergrond    | Tegenstander in finale | Score                   | Details |
| -------------------- | ----------------- | -------------- | ------------- | ---------------------- | ----------------------- | ------- |
| Gewonnen finales     |                   |                |               |                        |                         |         |
| 1.                   | 18 juni 2011      | ATP Eastbourne | Gras          | Janko Tipsarević       | 7-6(5), 3-6, 5-3 opgave | Details |
| 2.                   | 5 mei 2012        | ATP Belgrado   | Gravel        | Benoît Paire           | 6-3, 6-2                | Details |
| 3.                   | 21 oktober 2012   | ATP Moskou     | Hardcourt (i) | Thomaz Bellucci        | 3-6, 7-6(3), 6-3        | Details |
| Verloren finales     |                   |                |               |                        |                         |         |
| 1.                   | 15 juli 2007      | ATP Gstaad     | Gravel        | Paul-Henri Mathieu     | 7-6, 4-6, 5-7           | Details |
| 2.                   | 23 juni 2012      | ATP Eastbourne | Gras          | Andy Roddick           | 3-6, 2-6                | Details |
| 3.                   | 23 september 2012 | ATP Metz       | Hardcourt (i) | Jo-Wilfried Tsonga     | 1-6, 2-6                | Details |
| 4.                   | 8 februari 2015   | ATP Zagreb     | Hardcourt (i) | Guillermo García López | 6-7(4), 3-6             | Details |
| 5.                   | 21 juni 2015      | ATP Halle      | Gras          | Roger Federer          | 6-7(1), 4-6             | Details |
| 6.                   | 12 januari 2019   | ATP Sydney     | Hardcourt     | Alex de Minaur         | 5-7, 6-7(5)             | Details |
| 7.                   | 16 februari 2020  | ATP Uniondale  | Hardcourt (i) | Kyle Edmund            | 5-7, 1-6                | Details |
| Gewonnen challengers |                   |                |               |                        |                         |         |
| 1.                   | 10 februari 2008  | Bergamo        | Hardcourt (i) | Julien Benneteau       | 2-6, 6-2, 7-5           |         |
| 2.                   | 9 augustus 2009   | San Marino     | Gravel        | Potito Starace         | 7-6(4), 2-6, 6-4        |         |
| 3.                   | 8 augustus 2010   | Kitzbühel      | Gravel        | Victor Crivoi          | 6-2, 6-1                |         |
| 4.                   | 13 februari 2011  | Bergamo        | Hardcourt (i) | Gilles Müller          | 3-6, 6-3, 6-4           |         |
| 5.                   | 9 oktober 2011    | Bergen         | Hardcourt (i) | Julien Benneteau       | 2-6, 6-3, 7-6(4)        |         |
| 6.                   | 10 november 2013  | Urtijëi        | Hardcourt (i) | Simon Greul            | 2-6, 6-3, 7-6(4)        |         |
| 7.                   | 9 november 2014   | Urtijëi        | Hardcourt (i) | Matthias Bachinger     | 6-4, 6-3                |         |
| 8.                   | 13 januari 2018   | Canberra       | Hardcourt     | Marton Fucsovics       | 5-7, 6-4, 6-3           |         |

### Dubbelspel
| Nr.                              | Datum            | Toernooi       | Ondergrond    | Partner            | Tegenstanders in finale           | Score             | Details |
| -------------------------------- | ---------------- | -------------- | ------------- | ------------------ | --------------------------------- | ----------------- | ------- |
| Gewonnen finales herendubbel     |                  |                |               |                    |                                   |                   |         |
| 1.                               | 27 februari 2016 | ATP Dubai      | Hardcourt     | Simone Bolelli     | Feliciano López Marc López        | 6-2, 3-6, [14-12] | Details |
| Verloren finales herendubbel     |                  |                |               |                    |                                   |                   |         |
| 1.                               | 5 februari 2006  | ATP Zagreb     | Tapijt        | Davide Sanguinetti | Jaroslav Levinský Michal Mertiňák | 6-7(1), 1-6       | Details |
| 2.                               | 18 juli 2010     | ATP Båstad     | Gravel        | Simone Vagnozzi    | Robert Lindstedt Horia Tecău      | 4-6, 5-7          | Details |
| 3.                               | 10 oktober 2010  | ATP Tokio      | Hardcourt     | Dmitri Toersoenov  | Eric Butorac Jean-Julien Rojer    | 3-6, 2-6          | Details |
| 4.                               | 9 januari 2011   | ATP Doha       | Hardcourt     | Daniele Bracciali  | Marc López Rafael Nadal           | 3-6, 6-7(4)       | Details |
| 5.                               | 18 juni 2011     | ATP Eastbourne | Gras          | Grigor Dimitrov    | Jonathan Erlich Andy Ram          | 3-6, 3-6          | Details |
| 6.                               | 6 oktober 2013   | ATP Peking     | Hardcourt     | Fabio Fognini      | Maks Mirni Horia Tecău            | 4-6, 2-6          | Details |
| Gewonnen challengers herendubbel |                  |                |               |                    |                                   |                   |         |
| 1.                               | 10 februari 2008 | Bergamo        | Hardcourt (i) | Simone Bolelli     | James Cerretani Igor Zelenay      | 6-3, 6-0          |         |

## Resultaten grote toernooien
| Legenda | Legenda                          |
| ------- | -------------------------------- |
| g.t.    | geen toernooi gehouden           |
| l.c.    | lagere categorie                 |
| –       | niet deelgenomen                 |
| G       | uitgeschakeld in de groepsfase   |
| 1R      | uitgeschakeld in de eerste ronde |
| 2R      | uitgeschakeld in de tweede ronde |
| 3R      | uitgeschakeld in de derde ronde  |
| 4R      | uitgeschakeld in de vierde ronde |
| KF      | uitgeschakeld in de kwartfinale  |
| HF      | uitgeschakeld in de halve finale |
| F       | de finale verloren               |
| W       | het toernooi gewonnen            |
| w-v     | winst/verlies-balans             |

### Enkelspel
| toernooi             | 2004 | 2005 | 2006 | 2007 | 2008 | 2009 | 2010 | 2011 | 2012 | 2013 | 2014 | 2015 | 2016 | 2017 | 2018 | 2019 | 2020 | 2021 |
| -------------------- | ---- | ---- | ---- | ---- | ---- | ---- | ---- | ---- | ---- | ---- | ---- | ---- | ---- | ---- | ---- | ---- | ---- | ---- |
| grandslamtoernooien  |      |      |      |      |      |      |      |      |      |      |      |      |      |      |      |      |      |      |
| Australian Open      | –    | –    | 1R   | 2R   | 2R   | 1R   | 1R   | 2R   | 1R   | 4R   | 2R   | 4R   | 3R   | 4R   | 4R   | 3R   | 2R   | 1R   |
| Roland Garros        | –    | –    | 1R   | 1R   | 1R   | 2R   | 2R   | 2R   | 4R   | 3R   | 3R   | 1R   | 1R   | 2R   | 1R   | 1R   | 1R   | 2R   |
| Wimbledon            | –    | 1R   | 2R   | 2R   | 3R   | 3R   | 2R   | 2R   | 1R   | 4R   | 1R   | 3R   | 2R   | 2R   | 2R   | 2R   | g.t. | 2R   |
| US Open              | 2R   | 1R   | 1R   | 1R   | 3R   | 1R   | 1R   | 1R   | 1R   | 3R   | 2R   | 3R   | 2R   | 1R   | 2R   | 1R   | 1R   |      |
| ATP Masters 1000     |      |      |      |      |      |      |      |      |      |      |      |      |      |      |      |      |      |      |
| Indian Wells         | –    | –    | 1R   | 2R   | 2R   | 2R   | 2R   | 1R   | 2R   | 3R   | 3R   | 3R   | 2R   | –    | –    | 1R   | g.t. |      |
| Miami                | –    | 1R   | 1R   | 1R   | 2R   | 2R   | 1R   | 2R   | 1R   | 4R   | 3R   | –    | 2R   | 2R   | –    | –    | g.t. | –    |
| Monte Carlo          | –    | 2R   | 2R   | 2R   | 2R   | 2R   | 2R   | –    | 2R   | 1R   | 3R   | 1R   | –    | 1R   | 3R   | 1R   | g.t. | –    |
| Hamburg              | 1R   | KF   | 2R   | –    | HF   | l.c. | l.c. | l.c. | l.c. | l.c. | l.c. | l.c. | l.c. | l.c. | l.c. | l.c. | l.c. | l.c. |
| Madrid               | l.c. | l.c. | l.c. | l.c. | l.c. | 3R   | 1R   | –    | 2R   | 1R   | 1R   | –    | –    | –    | –    | 1R   | g.t. | –    |
| Rome                 | 1R   | 2R   | 1R   | –    | 2R   | 2R   | 2R   | 1R   | KF   | 1R   | 1R   | –    | 2R   | 1R   | 1R   | 1R   | –    | –    |
| Montreal/Toronto     | –    | –    | –    | –    | 1R   | –    | –    | 1R   | 1R   | 2R   | 2R   | 1R   | –    | –    | –    | –    | g.t. |      |
| Cincinnati           | –    | –    | 1R   | –    | 3R   | 2R   | –    | 1R   | 2R   | 1R   | 2R   | 2R   | –    | –    | –    | –    | –    |      |
| Shanghai             | l.c. | l.c. | l.c. | l.c. | l.c. | –    | 3R   | –    | 2R   | 2R   | –    | 1R   | –    | –    | 2R   | –    | g.t. |      |
| Parijs               | –    | 1R   | 1R   | 2R   | 1R   | 2R   | –    | 3R   | 2R   | 1R   | –    | 2R   | 1R   | –    | –    | 2R   | –    |      |
| olympisch            |      |      |      |      |      |      |      |      |      |      |      |      |      |      |      |      |      |      |
| Olympische Spelen    | –    | g.t. | g.t. | g.t. | 1R   | g.t. | g.t. | g.t. | 2R   | g.t. | g.t. | g.t. | 2R   | g.t. | g.t. | g.t. | g.t. |      |
| statistieken         |      |      |      |      |      |      |      |      |      |      |      |      |      |      |      |      |      |      |
| totaal aantal titels | 0    | 0    | 0    | 0    | 0    | 0    | 0    | 1    | 2    | 0    | 0    | 0    | 0    | 0    | 0    | 0    | 0    | 0    |
| eindejaarsranking    | 135  | 69   | 75   | 50   | 35   | 49   | 52   | 28   | 23   | 25   | 45   | 29   | 87   | 86   | 37   | 72   | 106  |      |

### Dubbelspel
| toernooi             | 2003 | 2004 | 2005 | 2006 | 2007 | 2008 | 2009 | 2010 | 2011 | 2012 | 2013 | 2014 | 2015 | 2016 | 2017 | 2018 | 2019 | 2020 | 2021 |
| -------------------- | ---- | ---- | ---- | ---- | ---- | ---- | ---- | ---- | ---- | ---- | ---- | ---- | ---- | ---- | ---- | ---- | ---- | ---- | ---- |
| grandslamtoernooien  |      |      |      |      |      |      |      |      |      |      |      |      |      |      |      |      |      |      |      |
| Australian Open      | –    | –    | –    | –    | –    | 1R   | KF   | 3R   | 1R   | 1R   | 2R   | 2R   | 1R   | 3R   | –    | –    | 1R   | 1R   | –    |
| Roland Garros        | –    | –    | –    | 1R   | –    | 1R   | 2R   | 1R   | 1R   | 1R   | 2R   | 1R   | 1R   | 1R   | 2R   | 3R   | 1R   | –    | –    |
| Wimbledon            | –    | –    | –    | 1R   | –    | 1R   | 1R   | 2R   | 1R   | 3R   | 2R   | 1R   | 1R   | 1R   | 1R   | 1R   | 1R   | g.t. | –    |
| US Open              | –    | –    | 1R   | 1R   | 1R   | 1R   | 3R   | 1R   | KF   | 1R   | 1R   | 2R   | 2R   | 2R   | 2R   | 2R   | 2R   | –    |      |
| ATP Masters 1000     |      |      |      |      |      |      |      |      |      |      |      |      |      |      |      |      |      |      |      |
| Indian Wells         | –    | –    | –    | –    | –    | –    | –    | –    | –    | –    | 1R   | 1R   | –    | –    | –    | –    | 1R   | g.t. |      |
| Miami                | –    | –    | –    | –    | –    | –    | 1R   | –    | –    | –    | 1R   | –    | –    | 1R   | –    | –    | –    | g.t. | –    |
| Monte Carlo          | –    | –    | –    | KF   | –    | –    | –    | –    | –    | –    | 1R   | 2R   | 1R   | –    | –    | 1R   | 1R   | g.t. | –    |
| Hamburg              | –    | –    | –    | –    | –    | –    | l.c. | l.c. | l.c. | l.c. | l.c. | l.c. | l.c. | l.c. | l.c. | l.c. | l.c. | l.c. | l.c. |
| Madrid               | l.c. | l.c. | l.c. | l.c. | l.c. | l.c. | 1R   | –    | –    | –    | 1R   | 2R   | –    | –    | –    | –    | –    | g.t. | –    |
| Rome                 | 1R   | –    | 2R   | 1R   | 1R   | 1R   | 2R   | –    | –    | 2R   | 1R   | 1R   | –    | 1R   | 1R   | –    | 1R   | 1R   | –    |
| Montreal/Toronto     | –    | –    | –    | –    | –    | –    | –    | –    | –    | 2R   | 2R   | –    | 1R   | –    | –    | –    | –    | g.t. |      |
| Cincinnati           | –    | –    | –    | 1R   | –    | 2R   | –    | –    | –    | KF   | 2R   | –    | 1R   | –    | –    | –    | –    | –    |      |
| Shanghai             | l.c. | l.c. | l.c. | l.c. | l.c. | l.c. | –    | –    | –    | 1R   | 2R   | –    | 1R   | –    | –    | 1R   | –    | g.t. |      |
| Parijs               | –    | –    | –    | –    | –    | –    | –    | –    | 1R   | 2R   | 2R   | –    | –    | –    | –    | –    | –    | –    |      |
| olympisch            |      |      |      |      |      |      |      |      |      |      |      |      |      |      |      |      |      |      |      |
| Olympische Spelen    | g.t. | –    | g.t. | g.t. | g.t. | 1R   | g.t. | g.t. | g.t. | 1R   | g.t. | g.t. | g.t. | KF   | g.t. | g.t. | g.t. | g.t. |      |
| statistieken         |      |      |      |      |      |      |      |      |      |      |      |      |      |      |      |      |      |      |      |
| totaal aantal titels | 0    | 0    | 0    | 0    | 0    | 0    | 0    | 0    | 0    | 0    | 0    | 0    | 0    | 1    | 0    | 0    | 0    | 0    | 0    |
| eindejaarsranking    | 447  | 332  | 282  | 192  | 388  | 119  | 82   | 86   | 106  | 86   | 68   | 140  | 256  | 96   | 216  | 213  | 297  | 505  |      |